# Chumlee
Austin Russell, más conocido como Chumlee (8 de septiembre de 1982), es un comerciante y personaje de reality estadounidense. Es conocido por aparecer en el programa de televisión Pawn Stars, de History Channel, donde trabaja en la casa de empeños Gold and Silver en Las Vegas, con Rick Harrison. Chumlee, quien fue un amigo de secundaria de Corey Harrison, fue contratado en 2004 por Rick Harrison, copropietario de la casa de empeños. En 2009, Chumlee era el único no-miembro del clan Harrison en tener un papel en el reparto cuando debutó Pawn Stars. En el programa, es a menudo descrito como la parte cómica, pero también es valorado en su área de especialización de las máquinas de pinball, zapatillas de baloncesto, juguetes de radiocontrol y videojuegos.

## Biografía

### Primeros años
Austin Russell nació el 8 de septiembre de 1982 en Henderson, Nevada, Estados Unidos. Russell obtuvo su apodo cuando tenía alrededor de doce años. Debido a su gran rostro y barbilla, el padre de uno de sus amigos afirmó que se parecía a una morsa llamada Chumley, de la serie de dibujos animados Tennessee Tuxedo and His Tales. Cuando era niño, se hizo buen amigo de Corey "Big Hoss" Harrison.
En 1989 el padre de Corey, Rick Harrison, y su abuelo Richard Benjamin Harrison, abrieron el mundialmente famoso Gold & Silver Pawn Shop. Allí Austin y Corey solían pasar el tiempo cuando eran niños.

### Carrera
Debido a su popularidad en la serie, Chumlee comenzó su propio negocio de diseño de camisetas, venta de artículos novedosos, y la organización de sus propias presentaciones personales. Por cada capítulo, Chumlee gana 25 000 $.

## Filmografía
| Año           | TV                       |
| 2011          | Noches con Bruce Carter  |
| 2010-2012     | Los restauradores        |
| 2012          | iCarly                   |
| 2010-2013     | The Tonight Show         |
| 2009-presente | El Precio de la Historia |

## Vida personal
Russell disfruta coleccionando zapatos deportivos, de los que posee más de ciento cincuenta pares. También disfruta de los deportes, los videojuegos, la música punk, andar en skate y conducir su Buick Regal lowrider de 1986, el cual ha personalizado con suspensión hidráulica en la parte delantera y trasera.
El 9 de marzo de 2016 la casa de Russell fue registrada por la policía a raíz de una investigación por un presunto abuso sexual. Tras la búsqueda, Russell fue arrestado por posesión ilegal de armas y varias drogas (marihuana, metanfetamina, entre otras drogas), siendo dejado en libertad al día siguiente tras pagar la fianza (aproximadamente 36 000 dólares).